# Chilperico II
Chilperico II (670/672 – Nyon, 13 febbraio 721) è stato un re franco della dinastia dei Merovingi: regnò su tutti i Franchi di Neustria, Burgundia e Austrasia, dal 715 al 717 e poi dal 719 fino alla sua morte. Tra il 717 e il 719 fu solo re di Neustria, essendo re di Austrasia Clotario IV.

## Origini
Era il figlio secondogenito del re dei Franchi Sali della dinastia merovingia, Childerico II e di Bilichilde, l'unica figlia femmina del re dei Franchi Sali di Austrasia della dinastia merovingia, Sigeberto III e della moglie, Inechilde.

## Biografia
Nel 675, secondo il Chronicon Moissiacense, la Neustria si sollevò contro suo padre, Childerico II, che fu ucciso insieme a sua madre Bilichilde, che era incinta e suo fratello Dagoberto (il primogenito). Mentre il maggiordomo di palazzo, Wulfoaldo, riuscì a salvarsi e a rientrare in Austrasia, Chilperico, ancora bambino, venne rinchiuso in un monastero, dove assunse il nome di Daniele. Sul trono di Neustria era tornato lo zio paterno, Teodorico III, mentre dato che, in quel momento, in Austrasia non c'era alcun re fu fatto rientrare dall'Irlanda, dove era stato relegato in un convento, il fratello di sua madre, Bilichilde, lo zio, Dagoberto, tra la fine del 675 e l'inizio del 676, che divenne così Re dei franchi di Austrasia.
Nel 714, alla morte Pipino di Herstal, era diventato maggiordomo di tutti i regni Franchi, il nipote Teodoaldo, sotto la reggenza della nonna, Plectrude, che fece imprigionare il figliastro, lo zio di Teodoaldo, Carlo Martello, che aspirava a essere maggiordomo d'Austrasia.
Approfittando dei contrasti tra Carlo Martello e Plectrude, la Neustria si era ribellata e, alla morte del re dei Franchi, Dagoberto III, nel 715, il nobile Ragenfrido che era stato eletto maggiordomo di palazzo chiamò sul trono l'ormai ultraquarantenne Daniele, che, dopo aver fatto ricrescere i capelli, salì al trono come Chilperico II.
Diversamente dai suoi predecessori, Chilperico partecipò attivamente al governo del suo regno e alle campagne militari: infatti con Ragenfrido, che aveva stretto un'alleanza col re di Frisia Redboldo invasero l'Austrasia e, dopo averla devastata, arrivarono a Colonia, dove Plectrude si era rinchiusa col nipote Teodealdo, e la posero sotto assedio.
Carlo, che nel frattempo si era liberato dalla prigionia, dopo aver sconfitto e disperso i Frisoni, tentò, nel 716, di liberare Colonia, ma dopo aver subito ingenti perdite (battaglia di Colonia) si dovette ritirare. Così Plectrude e il nipote confermarono sia Chilperico II re dei franchi sia Raginfredo maggiordomo di Neustria, e gli cedettero parte dell'Austrasia e della Borgogna.
Ad Amblava, vicino a Liegi, però, sulla via del ritorno, Chlperico II e Raginfredo furono sopraffatti da Carlo (Carlo nel frattempo era stato nominato maggiordomo d'Austrasia dalla nobiltà) che successivamente li inseguì e, nel 717, li sconfisse a Viciago, inseguendoli sino a Parigi riuscendo così a liberare l'Austrasia.
Dopo aver liberarato l'Austrasia, Carlo rientrò a Colonia da vincitore, Plectrude dovette cedergli tutti i poteri e i titoli che erano stati di suo padre.
Carlo Martello, in quello stesso anno, proclamò re di Austrasia, Clotario IV.
Nel 718, Chilperico II e Ragenfrido, dopo essere stati sconfitti anche a Vinciago, si allearono col duca d'Aquitania e duca di Guascogna, Oddone I, riconoscendogli il titolo di re che intervenendo col suo esercito di Vasconi partecipò alle battaglie contro il regno d'Austrasia e il suo maggiordomo di palazzo, Carlo Martello, sino alla battaglia di Soissons del 719, dove si diede alla fuga e riuscendo a sfuggire a Carlo Martello, Oddone si rifugiò a Orleans, assieme a Chilperico II che riuscì ad attraversare la Loira, mettendo in salvo il tesoro reale.
Nel 719 morì il re dei Franchi d'Austrasia, Clotario IV, e, dopo la morte di quest'ultimo, Carlo offrì un accordo di amicizia a Oddone I in cambio della consegna di Chilperico II e il re di Neustria, Chilperico II, gli venne consegnato col tesoro reale. 
Dopo essere rientrato nel regno dei Franchi, Carlo Martello, lo riconfermò re di tutti i Franchi.
Chilperico morì, dopo cinque anni di regno, nel 721, a Nyon, dove fu sepolto.
Dopo la sua morte divenne re di tutti i Franchi Teodorico IV, il figlio di Dagoberto III.

## Discendenza
Di Chilperico non si conosce alcuna discendenza diretta, ma alcuni cronisti gli attribuirono un figlio (infatti nell'Excerpta ex vitis Sanctorum è scritto che Childerico III era figlio di Chilperico, senza fare alcun riferimento alla madre):
- Childerico (?-755 circa), re dei Franchi.

## Ascendenza
|               |             |             | Genitori |  |  | Nonni |  |  | Bisnonni    |  |  | Trisnonni   |  |
|               |             |             |          |  |  |       |  |  | Dagoberto I |  |  | Clotario II |  |
|               |             |             |          |  |  |       |  |  | Dagoberto I |  |  | Clotario II |  |
|               |             | Bertrude    |          |  |  |       |  |  | Dagoberto I |  |  |             |  |
| Clodoveo II   |             |             |          |  |  |       |  |  | Dagoberto I |  |  |             |  |
|               |             | Nantechilde | …        |  |  |       |  |  |             |  |  |             |  |
|               |             | Nantechilde | …        |  |  |       |  |  |             |  |  |             |  |
|               |             | Nantechilde | …        |  |  |       |  |  |             |  |  |             |  |
| Childerico II |             | Nantechilde |          |  |  |       |  |  |             |  |  |             |  |
|               |             | …           | …        |  |  |       |  |  |             |  |  |             |  |
|               |             | …           | …        |  |  |       |  |  |             |  |  |             |  |
|               |             | …           | …        |  |  |       |  |  |             |  |  |             |  |
| Batilde       |             | …           |          |  |  |       |  |  |             |  |  |             |  |
|               |             | …           | …        |  |  |       |  |  |             |  |  |             |  |
|               |             | …           | …        |  |  |       |  |  |             |  |  |             |  |
|               |             | …           | …        |  |  |       |  |  |             |  |  |             |  |
| Chilperico II |             | …           |          |  |  |       |  |  |             |  |  |             |  |
|               | Dagoberto I | Clotario II |          |  |  |       |  |  |             |  |  |             |  |
|               | Dagoberto I | Clotario II |          |  |  |       |  |  |             |  |  |             |  |
|               | Dagoberto I | Bertrude    |          |  |  |       |  |  |             |  |  |             |  |
| Sigeberto III | Dagoberto I |             |          |  |  |       |  |  |             |  |  |             |  |
|               |             | Ragnetrude  | …        |  |  |       |  |  |             |  |  |             |  |
|               |             | Ragnetrude  | …        |  |  |       |  |  |             |  |  |             |  |
|               |             | Ragnetrude  | …        |  |  |       |  |  |             |  |  |             |  |
| Bilichilde    |             | Ragnetrude  |          |  |  |       |  |  |             |  |  |             |  |
|               |             | …           | …        |  |  |       |  |  |             |  |  |             |  |
|               |             | …           | …        |  |  |       |  |  |             |  |  |             |  |
|               |             | …           | …        |  |  |       |  |  |             |  |  |             |  |
| Inechilde     |             | …           |          |  |  |       |  |  |             |  |  |             |  |
|               |             | …           | …        |  |  |       |  |  |             |  |  |             |  |
|               |             | …           | …        |  |  |       |  |  |             |  |  |             |  |
|               |             | …           | …        |  |  |       |  |  |             |  |  |             |  |
|               |             | …           |          |  |  |       |  |  |             |  |  |             |  |

### Fonti primarie
- (LA)  Fredegario, FREDEGARII SCHOLASTICI CHRONICUM CUM SUIS CONTINUATORIBUS, SIVE APPENDIX AD SANCTI GREGORII EPISCOPI TURONENSIS HISTORIAM FRANCORUM.
- (LA)  Annales Marbacenses.
- (LA)  Annales Mettenses Priores.
- (LA)  Monumenta Germaniae historica: Domus Carolingicae genealogia.
- (LA)  Monumenta Germaniae historica: Chronicon Moissiacensis.
- (LA)  Rerum Gallicarum et Francicarum Scriptores, tomus tertius.

### Letteratura storiografica
- Christian Pfister, "La Gallia sotto i franchi merovingi: vicende storiche", cap. XXI, vol. I (La fine del mondo antico) della Storia del Mondo Medievale, pp. 688–711.